# Lispocephala ocellata
Lispocephala ocellata är en tvåvingeart som beskrevs av Hardy 1981. Lispocephala ocellata ingår i släktet Lispocephala och familjen husflugor. Inga underarter finns listade i Catalogue of Life.